# Konrad von Wallenrode
Konrad von Wallenrode, Konrad Wallenrod (ur. ok. 1330/1340; zm. 23 lipca 1393 w Malborku) – wielki mistrz zakonu krzyżackiego w latach 1391–1393.

## Życiorys
Konrad von Wallenrode (lub Wallenrod) pochodził z rodu rycerskiego z Frankonii. Nie jest znana data jego urodzin. Przypuszcza się, że urodził się między 1330 a 1340.
Do zakonu krzyżackiego Wallenrode wstąpił prawdopodobnie około 1365. W latach 1365–1370 pełnił funkcję prokuratora w Pruskiej Iławie. W 1376 został komturem domowym w Dzierzgoniu, zaś funkcję tamtejszego komtura i zarazem wielkiego szatnego Zakonu sprawował przyszły wielki mistrz, Konrad Zöllner von Rotenstein. Znajomość ta miała z czasem przynieść Wallenrodemu wymierne korzyści. W 1377 wielki mistrz Winrich von Kniprode powierzył Wallenrodemu godność komtura człuchowskiego.
Kariera Konrada von Wallenrodego zaczęła się, gdy wielkim mistrzem został von Rotenstein. W 1383, po śmierci wielkiego marszałka i komtura Królewca, Kunona von Hattensteina, Wallenrode został jego następcą, stając się w ten sposób jedną z najważniejszych osób w państwie. Podstawowym zadaniem marszałka zakonu było organizowanie wypraw zbrojnych na Litwę (tzw. rejz) i z tego zadania, dzięki dużemu doświadczeniu w rzemiośle wojennym, wywiązywał się znakomicie. Od 1383 podejmował co roku wyprawy przeciw Litwie, rządzonej przez Jagiełłę.
Źródła przypisują mu również stworzenie mapy sztabowej pogranicza krzyżacko-litewskiego. Konrada von Wallenrodego uważa się także za pomysłodawcę uczt wydawanych przez krzyżaków na cześć dwunastu najbardziej zasłużonych rycerzy – gości zakonu, biorących udział w walkach z Litwinami, choć zwyczaj ten był praktykowany znacznie wcześniej. W 1387 mianowano go komturem Malborka i jednocześnie wielkim komturem Zakonu. Już wówczas zaczęto uważać Wallenrodego za sukcesora Rotensteina.
W 1390 zmarł wielki mistrz Konrad III Zöllner von Rotenstein. Wydawało się, że wybór von Wallenrodego na to stanowisko to tylko kwestia czasu. Jednak okazało się, że ma on przeciw sobie silną opozycję, która jako kontrkandydata na urząd wielkiego mistrza wystawiła Walrabego von Scharffenberga, ówczesnego wielkiego szatnego i jednocześnie komtura gdańskiego. Dopiero w 1391 na kapitule wyborczej udało się Konradowi von Wallenrodemu osiągnąć godność mistrzowską, głównie dzięki poparciu dwóch elektorów: wielkiego szpitalnika i komtura Elbląga, Waldbotta von Bassenheima i komtura Tucholi Rüdigera von Elnera, w przeszłości wielkiego marszałka i wielkiego komtura.
W 1391 książę, Władysław Opolczyk przekazał mu zamek w Złotorii, na terenie ziemi chełmińskiej jako zastaw. Dwa lata później ziemię dobrzyńską i Kujawy. We wrześniu 1392 Opolczyk i Wallenrode omawiali plany rozbioru Polski między Zakon, Węgry i Czechy, wielki mistrz uznał wprawdzie, że brak odpowiedniego casus belli, obiecał jednak pomoc w razie wojny przeciw Polsce.
Negocjował kupno Nowej Marchii z Zygmuntem Luksemburskim. Krótkie, dwuletnie panowanie Konrada IV von Wallenrodego upłynęło na walkach z Litwinami. Nowy mistrz należał do zdecydowanych przeciwników unii polsko-litewskiej i dążył do jej rozbicia. W 1392 ruszyła, zakrojona na szeroką skalę, wielka wyprawa na Litwę. Brało w niej udział wielu rycerzy, gości zakonu, na czele z Henrykiem księciem Derby, przyszłym Henrykiem IV Lancasterem, królem Anglii i księciem Witoldem.
Armia zakonna podzieliła się na trzy korpusy: jeden z nich, pod wodzą komtura Balgii, Arnolda von Burgelna, pustoszył Mazowsze, dwa następne pozostawały pod komendą wielkiego mistrza i wielkiego marszałka Engelharda Rabego von Wildsteina. Krzyżacy bliscy byli zdobycia Wilna, zaciekle bronionego przez rycerzy polskich. Wyprawa zakończyła się jednak skandalem, wywołanym przez wielkiego mistrza Wallenrodego. Pozbawił  mianowicie funkcji marszałkowskiej Wildsteina, który podczas oblężenia Wilna dał się poznać jako znakomity wódz, wzorowy rycerz, cieszący się uznaniem swoich podkomendnych. Przyczyna tej decyzji nie jest do końca znana, prawdopodobnie chodziło tu o zazdrość wobec sukcesów marszałka. Niemniej doprowadziło to do buntu przeciw Wallenrodemu dużej części rycerzy, którzy ujęli się za swym wodzem. Wallenrode decyzji nie zmienił i wyprawa się załamała. Postawa rycerzy zakonnych umożliwiła wielkiemu mistrzowi przeprowadzenie czystki wśród przeciwników, przede wszystkim w komturiach dolnopruskich: Baldze, Pokarminie i Ragnecie, podlegających zwierzchnictwu wielkiego marszałka.
Kiedy książę Witold pogodził się z Jagiełłą w 1392 (ugoda w Ostrowie), zakon wielokrotnie wypowiadał wojnę Litwie. Większość wypraw było nieudanych. Zainspirowało to Adama Mickiewicza do napisania powieści poetyckiej Konrad Wallenrod, gdzie sugerował, iż Wallenrod był krypto-Litwinem i nieudane wyprawy były efektem jego sabotażu, co należy uznać za fikcję.
Konrad von Wallenrode zmarł w trakcie przygotowań do kolejnej wyprawy na Litwę, w lipcu 1393. Przyczyną śmierci był prawdopodobnie udar mózgu (niektóre źródła podają zakażenie tężcem, lub wścieklizną).
Konrad von Wallenrode prowadził także ożywioną działalność gospodarczą i kolonizacyjną w Prusach. Przypisuje mu się szereg nadań ziemskich dla kolonizatorów i zbudowanie dwóch zamków na pograniczu prusko-litewskim: Gotterswerder i Metenburg. Z inicjatywy wielkiego mistrza utworzono w 1393 nową komturię z siedzibą w Rynie. Jej pierwszym zwierzchnikiem był Friedrich von Wallenrode, brat Konrada, wcześniej wójt tczewski, a później także komtur (wielki marszałek) Gniewu, Brodnicy i wreszcie Królewca, poległy pod Grunwaldem w 1410. Krewnym mistrza był także Johannes von Wallenrode, w latach 1393–1416 arcybiskup metropolita ryski.
Źródła współczesne są przychylne Konradowi von Wallenrodemu, choć jednocześnie zarzucają mu dumę, porywczość oraz skłonność do okrucieństwa, wynikającą być może z jego twardej polityki podatkowej, obłożenia duchowieństwa podatkami i ingerencją w ich prawa.

## W kulturze
W świadomości Polaków Konrad von Wallenrode istnieje przede wszystkim jako bohater powieści poetyckiej Adama Mickiewicza Konrad Wallenrod. Należy jednak dodać, że literacki Konrad Wallenrod – bohater poematu – niewiele ma wspólnego z tym rzeczywistym.  W serialu Korona królów w roli Konrada von Wallenrode występuje Karol Pocheć.